# 粕毛川
粕毛川（かすげがわ）は、秋田県 山本郡藤里町を流れる川で、米代川水系藤琴川支流の河川である。

## 地理
秋田・青森県境の白神山地の１高峰二ツ森（標高1,086ｍ）に源を発する三蓋沢（さんがいざわ）・善知鳥沢（うとうざわ）が合して東流し、下沢・小東又沢・東又沢を合わせて粕毛川となる。さらに当川は、長場内岳（おさばないだけ）（標高946ｍ）に源を発する多くの沢と川を集めて南流し、粕毛付近で藤琴川と合流する。川名は流域中の主要集落粕毛に由来する。粕毛川源流部は、世界遺産の核心地域となっている。 上流の素波里峡に昭和45年素波里ダムが完成し、素波里湖ができた。素波里峡は藤里峡のひとつとなっている。。
上流の素波里ダムの素波里湖には、国民休養地素波里園地がある。更に上流の沢沿いの林道へ向かうと、藤里駒ケ岳、小岳の各登山口に至る。

## 支流
- 長場内川

## 流域の自治体
- 秋田県
- 藤里町

## 参考資料
- 「角川日本地名大辞典」編纂委員会 『角川日本地名大辞典 5 秋田県』 角川書店、1980年3月8日。ISBN 4-04-001050-7。